# Pebble (montre)
Pour les articles homonymes, voir Pebble.
La Pebble Watch est une montre connectée distribuée par Pebble Technology, à l'écran non tactile. Sa conception et sa réalisation ont été rendues possibles par une importante campagne de finance participative via Kickstarter.

## Historique
En mai 2012, Pebble atteint les 85 000 commandes par 66 434 personnes sur Kickstarter, pour une levée de fonds record de 10 millions de dollars.
En janvier 2014, Pebble lance un modèle en métal, la Peeble Steel, et une nouvelle version de ses applications Android et iOS.
En mars 2014, Pebble a vendu plus de 400 000 exemplaires de sa montre.
En février 2015, l'entreprise a vendu 1 million de montres connectées et elle annonce le lancement prochain d'une plateforme logicielle d'un nouveau genre.
Le 24 février 2015, Pebble annonce la future version de sa montre, la Pebble Time. Celle-ci possède désormais un écran couleur et arbore notamment une nouvelle interface qui affichera les actions possibles en fonction de l'horaire. Pour cette occasion, l'entreprise a lancé à nouveau un financement participatif sur Kickstarter. Elle bat une nouvelle fois un record, en atteignant son objectif en 17 minutes seulement.
Le 7 décembre 2016, Pebble annonce l'arrêt de ses activités. Une partie de ses actifs, comme ses brevets et logiciels, est rachetée par Fitbit pour 40 millions de dollars,.
En janvier 2025, Google, propriétaire de Fitbit depuis 2021, publie en open source le système d’exploitation PebbleOS.
Eric Migicovsky, le créateur de Pebble, en profite pour annoncer la production de nouvelles montres Pebble. En juillet 2025, il acquiert la marque Pebble auprès de Google.

## Caractéristiques techniques
- Une semaine d'autonomie, contre une journée pour toute la concurrence[13].
- Étanche[14].
- Mini-jeux[14].
- Heure affichée en permanence[14].